# Justin Shugg
Justin Shugg, född 24 december 1991, är en kanadensisk professionell ishockeyspelare som tillhör NHL-organisationen Carolina Hurricanes och spelar för deras primära samarbetspartner Charlotte Checkers i American Hockey League (AHL). Han har tidigare spelat på lägre nivåer för Florida Everblades i ECHL och Oshawa Generals, Windsor Spitfires och Mississauga St. Michael's Majors i Ontario Hockey League (OHL).
Shugg draftades i fjärde rundan i 2010 års draft av Carolina Hurricanes som 105:e spelare totalt.

## Statistik
| 2006–2007   | Niagara Falls Thunder Minor Midget | SCTA        | 70  | 65  | 46  | 111 | 42  | —  | —  | —  | —  | —  |
| 2007–2008   | Oshawa Generals                    | OHL         | 38  | 4   | 10  | 14  | 10  | —  | —  | —  | —  | —  |
|             | Windsor Spitfires                  | OHL         | 23  | 0   | 3   | 3   | 2   | 3  | 0  | 0  | 0  | 0  |
| 2008–2009   | Windsor Spitfires                  | OHL         | 68  | 17  | 16  | 33  | 48  | 20 | 5  | 4  | 9  | 16 |
| 2009–2010   | Windsor Spitfires                  | OHL         | 67  | 39  | 40  | 79  | 43  | 18 | 5  | 10 | 15 | 10 |
| 2010–2011   | Mississauga St. Michael's Majors   | OHL         | 66  | 41  | 46  | 87  | 43  | 20 | 10 | 9  | 19 | 14 |
| 2011–2012   | Charlotte Checkers                 | AHL         | 33  | 5   | 8   | 13  | 12  | —  | —  | —  | —  | —  |
|             | Florida Everblades                 | ECHL        | 11  | 4   | 8   | 12  | 8   | 11 | 7  | 5  | 12 | 8  |
| 2012–2013   | Charlotte Checkers                 | AHL         | 39  | 7   | 14  | 21  | 10  | 4  | 2  | 0  | 2  | 0  |
|             | Florida Everblades                 | ECHL        | 19  | 11  | 11  | 22  | 20  | —  | —  | —  | —  | —  |
| 2013–2014   | Charlotte Checkers                 | AHL         | 75  | 16  | 22  | 38  | 26  | —  | —  | —  | —  | —  |
| 2014–2015   | Carolina Hurricanes                | NHL         | 2   | 0   | 0   | 0   | 2   | —  | —  | —  | —  | —  |
|             | Charlotte Checkers                 | AHL         | 17  | 9   | 2   | 11  | 6   | —  | —  | —  | —  | —  |
| NHL totalt  | NHL totalt                         | NHL totalt  | 2   | 0   | 0   | 0   | 2   | —  | —  | —  | —  | —  |
| AHL totalt  | AHL totalt                         | AHL totalt  | 164 | 37  | 46  | 83  | 54  | 4  | 2  | 0  | 2  | 0  |
| ECHL totalt | ECHL totalt                        | ECHL totalt | 30  | 15  | 19  | 34  | 28  | 11 | 7  | 5  | 12 | 8  |
| OHL totalt  | OHL totalt                         | OHL totalt  | 262 | 101 | 115 | 216 | 146 | 61 | 20 | 23 | 43 | 40 |